# Tizi Ouzou
Tizi Ouzou   este un oraș  în  Algeria. Este reședința  provinciei  Tizi Ouzou.